# Courcelles-sur-Nied
Pour les articles homonymes, voir Courcelles et Nied (homonymie).
Courcelles-sur-Nied est une commune française située dans le département de la Moselle, en région Grand Est. Elle possède pour annexe Chailly-sur-Nied depuis 1810.

## Géographie
Courcelles-sur-Nied est située à treize kilomètres au sud-est de Metz sur la route départementale 999 (Metz-Morhange) et sur la ligne ferroviaire Metz-Strasbourg.
Située sur la rive gauche de la Nied française, la commune dispose d’un circuit de randonnée de 8,5 km dans la forêt et sera bientôt relié à Landonvillers par une voie verte de 12,5 km en projet par la communauté de communes du Pays de Pange.

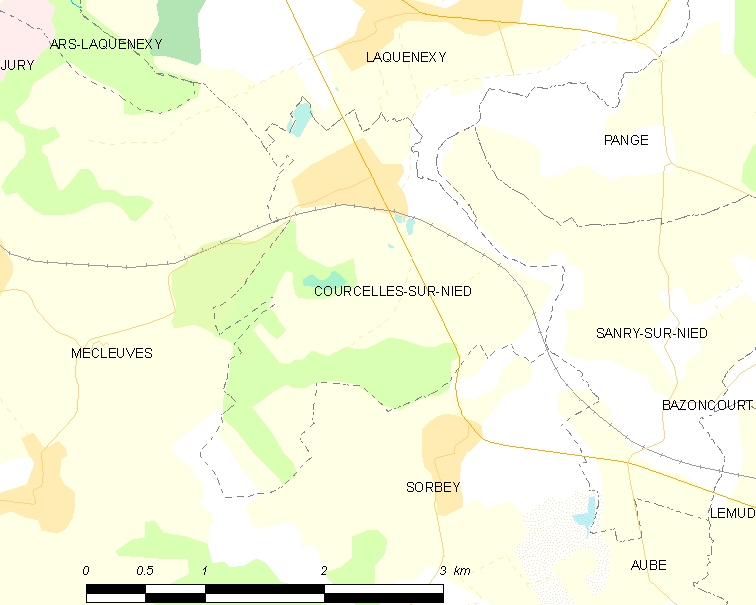
Carte de la commune.

|           | Laquenexy           |                |
| Mécleuves | Courcelles-sur-Nied | Sanry-sur-Nied |
|           | Sorbey              |                |

### Hydrographie
La commune est située dans le bassin versant du Rhin au sein du bassin Rhin-Meuse. Elle est drainée par la Nied, le ruisseau de Woivre et le ruisseau du Grand Etang de Courcelles Sur Nied.
La Nied, d'une longueur totale de 96,7 km, prend sa source dans la commune de Marthille, traverse 47 communes françaises, puis poursuit son cours en Allemagne où elle se jette dans la Sarre.

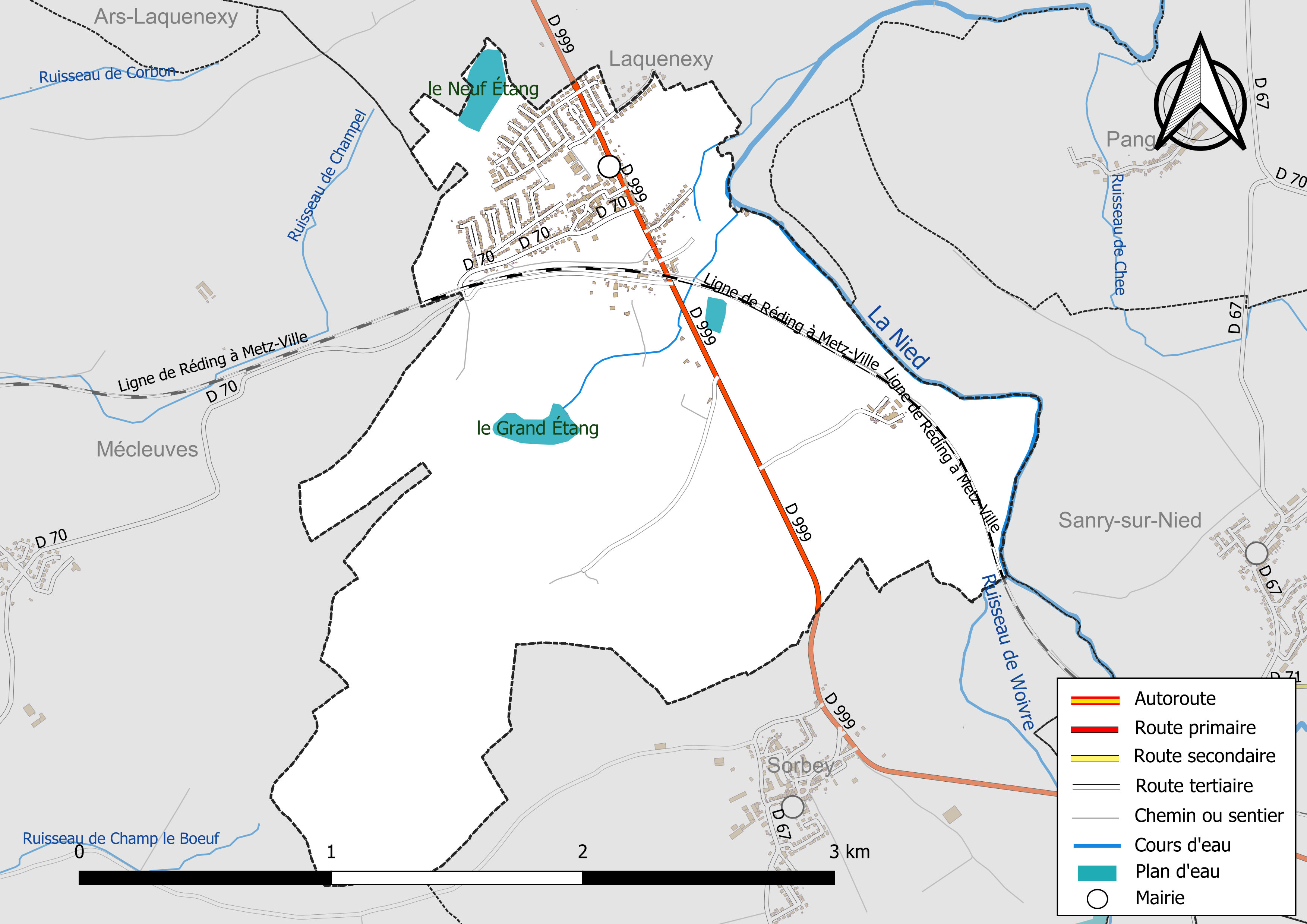
Réseaux hydrographique et routier de Courcelles-sur-Nied.

La qualité des eaux des principaux cours d’eau de la commune, notamment de la Nied, peut être consultée sur un site spécial géré par les agences de l’eau et l’Agence française pour la biodiversité.

### Climat
Pour des articles plus généraux, voir Climat du Grand Est et Climat de la Moselle.
En 2010, le climat de la commune est de type climat océanique dégradé des plaines du Centre et du Nord, selon une étude du Centre national de la recherche scientifique s'appuyant sur une série de données couvrant la période 1971-2000. En 2020, Météo-France publie une typologie des climats de la France métropolitaine dans laquelle la commune est exposée à un climat semi-continental et est dans la région climatique  Lorraine, plateau de Langres, Morvan, caractérisée par un hiver rude (1,5 °C), des vents modérés et des brouillards fréquents en automne et hiver. 
Pour la période 1971-2000, la température annuelle moyenne est de 9,8 °C, avec une amplitude thermique annuelle de 16,8 °C. Le cumul annuel moyen de précipitations est de 763 mm, avec 11,8 jours de précipitations en janvier et 9,2 jours en juillet. Pour la période 1991-2020, la température moyenne annuelle observée sur la station météorologique de Météo-France la plus proche, « M.n.l. », sur la commune de Goin à 11 km à vol d'oiseau, est de 10,7 °C et le cumul annuel moyen de précipitations est de 678,8 mm. 
La température maximale relevée sur cette station est de 39,5 °C, atteinte le 24 juillet 2019 ; la température minimale est de −16,3 °C, atteinte le 2 janvier 1997,,. 
Les paramètres climatiques de la commune ont été estimés pour le milieu du siècle (2041-2070) selon différents scénarios d'émission de gaz à effet de serre à partir des nouvelles projections climatiques de référence DRIAS-2020. Ils sont consultables sur un site spécial publié par Météo-France en novembre 2022.

## Urbanisme

### Typologie
Au 1er janvier 2024, Courcelles-sur-Nied est catégorisée bourg rural, selon la nouvelle grille communale de densité à sept niveaux définie par l'Insee en 2022.
Elle est située hors unité urbaine. Par ailleurs la commune fait partie de l'aire d'attraction de Metz, dont elle est une commune de la couronne,. Cette aire, qui regroupe 245 communes, est catégorisée dans les aires de 200 000 à moins de 700 000 habitants,.

### Occupation des sols
L'occupation des sols de la commune, telle qu'elle ressort de la base de données européenne d’occupation biophysique des sols Corine Land Cover (CLC), est marquée par l'importance des territoires agricoles (65,3 % en 2018), en diminution par rapport à 1990 (68 %). La répartition détaillée en 2018 est la suivante : 
terres arables (53,4 %), forêts (23,8 %), prairies (11,9 %), zones urbanisées (10,5 %), milieux à végétation arbustive et/ou herbacée (0,4 %). L'évolution de l’occupation des sols de la commune et de ses infrastructures peut être observée sur les différentes représentations cartographiques du territoire : la carte de Cassini (XVIIIe siècle), la carte d'état-major (1820-1866) et les cartes ou photos aériennes de l'IGN pour la période actuelle (1950 à aujourd'hui).

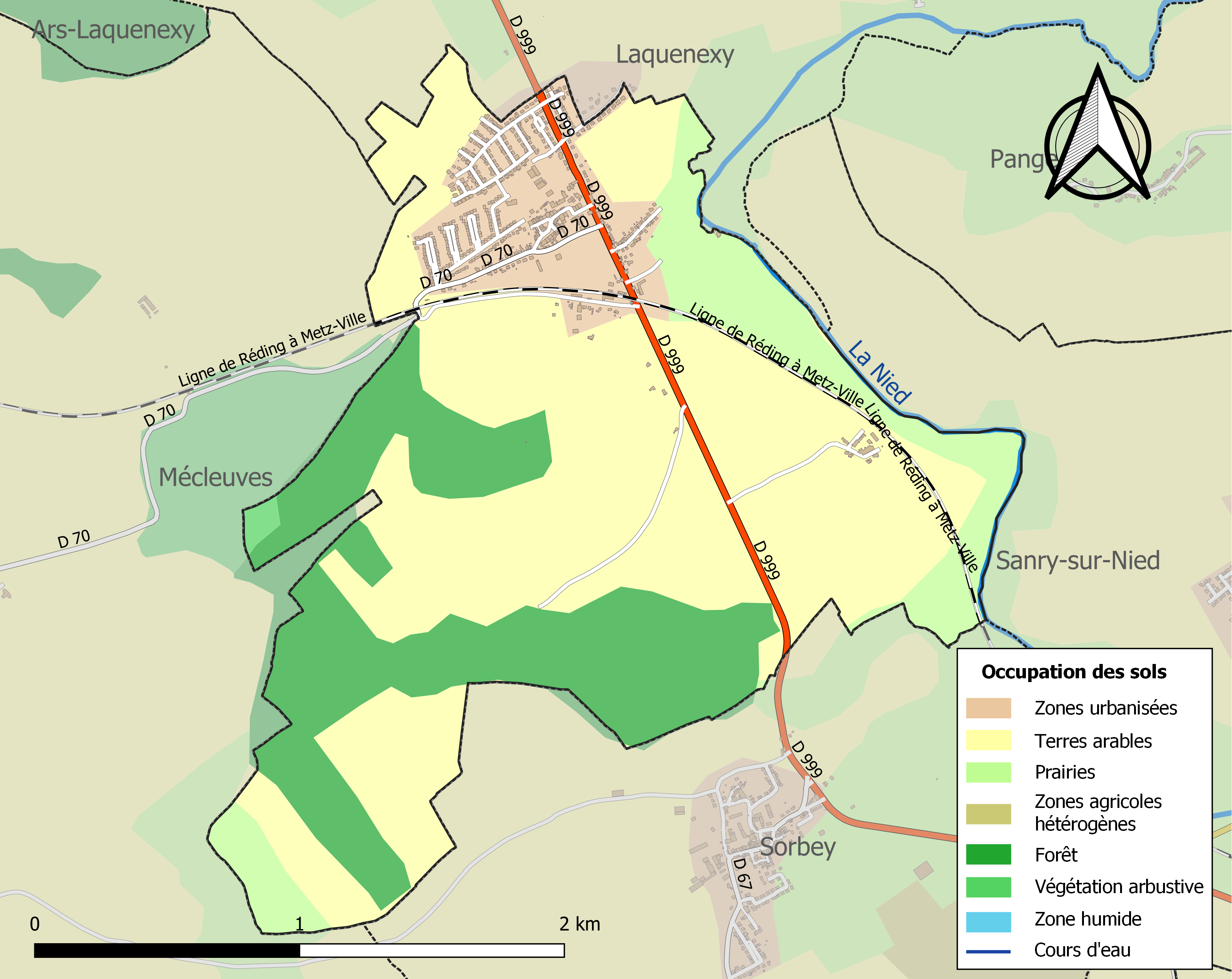
Carte des infrastructures et de l'occupation des sols de la commune en 2018 (CLC).

## Toponymie
- 1161 : Corilum
- 1192 : Corzelles
- 1495 : Corcelles sus Niedz
- 1564 : Courcelz

En allemand : 
- 1871-1915 : Courcelles an der Nied
- 1915-1918 : Kurzel an der Nied
- 1940-1944 : Kurzel an der Nied

Kochelle ou Kch'ell ou lai P'tiat Kch'ell en patois. 	
Lai P'tiat Kch'el : « la petite Courcelles » pour la distinguer de la grande, Courcelles-Chaussy.

## Histoire
Dépendait de l’ancien Saulnois (bailliage de Metz).
La commune est rattachée au canton de Pange en 1802.
Chailly-sur-Nied est réunie à Courcelles-sur-Nied par décret impérial du 5 juin 1810.

## Démographie
L'évolution du nombre d'habitants est connue à travers les recensements de la population effectués dans la commune depuis 1793. Pour les communes de moins de 10 000 habitants, une enquête de recensement portant sur toute la population est réalisée tous les cinq ans, les populations de référence des années intermédiaires étant quant à elles estimées par interpolation ou extrapolation. Pour la commune, le premier recensement exhaustif entrant dans le cadre du nouveau dispositif a été réalisé en 2008.

En 2022, la commune comptait 1 188 habitants, en évolution de −0,83 % par rapport à 2016 (Moselle : +0,52 %, France hors Mayotte : +2,11 %).
| 1793 | 1800 | 1806 | 1821 | 1836 | 1841 | 1861 | 1866 | 1871 |
| ---- | ---- | ---- | ---- | ---- | ---- | ---- | ---- | ---- |
| 150  | 150  | 135  | 201  | 222  | 227  | 263  | 246  | 219  |

| 1875 | 1880 | 1885 | 1890 | 1895 | 1900 | 1905 | 1910 | 1921 |
| ---- | ---- | ---- | ---- | ---- | ---- | ---- | ---- | ---- |
| 241  | 252  | 253  | 240  | 245  | 254  | 293  | 300  | 302  |

| 1926 | 1931 | 1936 | 1946 | 1954 | 1962 | 1968 | 1975 | 1982 |
| ---- | ---- | ---- | ---- | ---- | ---- | ---- | ---- | ---- |
| 286  | 333  | 292  | 314  | 337  | 340  | 340  | 621  | 868  |

| 1990 | 1999 | 2006 | 2008 | 2013  | 2018  | 2022  | - | - |
| ---- | ---- | ---- | ---- | ----- | ----- | ----- | - | - |
| 824  | 895  | 930  | 940  | 1 178 | 1 182 | 1 188 | - | - |

## Économie
Le taux de chômage des Courcellois était de 10,2 % en 1999 (la moyenne nationale étant de 12,9 %). En 2004, le revenu moyen des ménages s’élevait à 18 632 euros par an. De nombreux commerces et services sont présents dans la commune : boulangerie, tabac presse-pmu, pharmacie, coiffeur, restaurant, café, médecins, infirmières, dentiste, gare SNCF, banque postale.

## Culture locale et patrimoine

### Lieux et monuments

#### Édifices civils
- Passage d’une voie romaine.

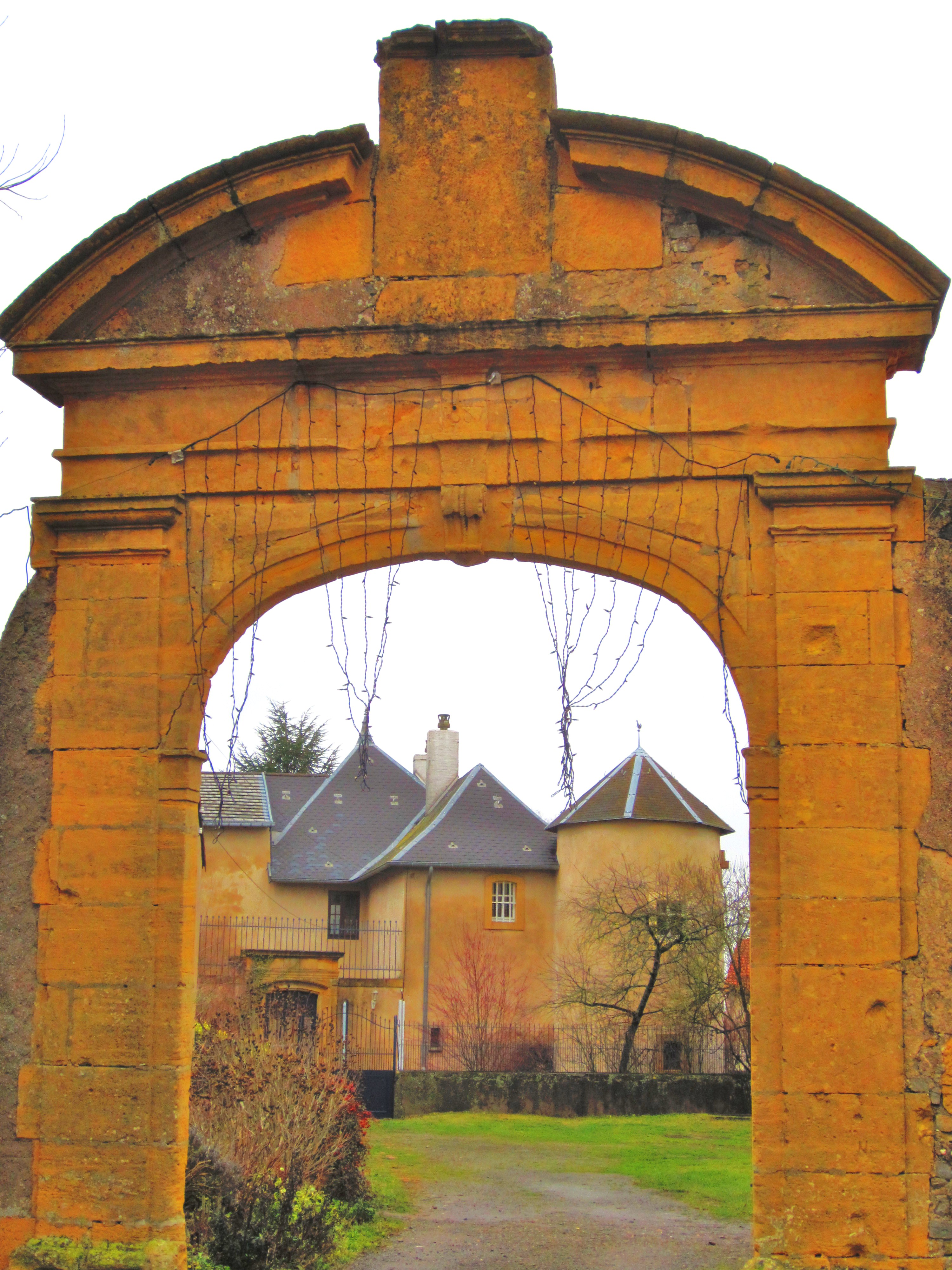
Porche du château.

- moulin daté de 1202 ; cesse son activité en 1913 ; réutilisé durant la Seconde Guerre mondiale ;
- château qualifié en 1681 de petit château entouré de fossés et fermé par un pont-levis ; transformé au XVIIIe siècle, il est défiguré par la construction d’un bâtiment en 1856 ; portail d’entrée de la cour en anse de panier et à fronton contré portant la date 1687 ; le château est propriété privée et ne peut être visité.
- gare de Courcelles-sur-Nied ;
- école élémentaire Antoine-Huver, en regroupement avec Laquenexy, comprend trois classes de primaire et une maternelle[22] ;
- MJC[23].

#### Édifices religieux
- église Sainte-Marie-Madeleine de 1760 ;

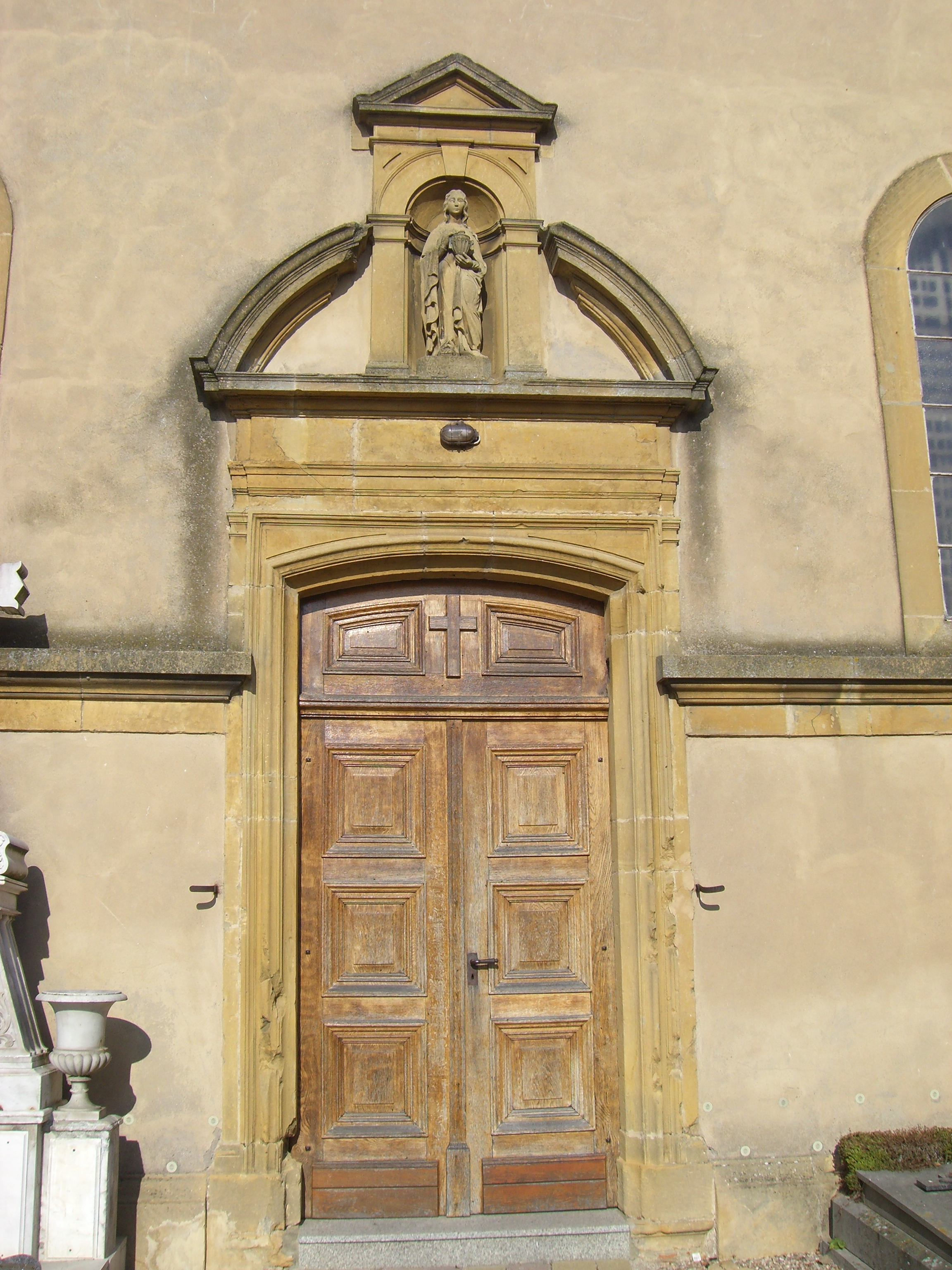
Entrée de l’église Sainte-Marie-Madeleine.

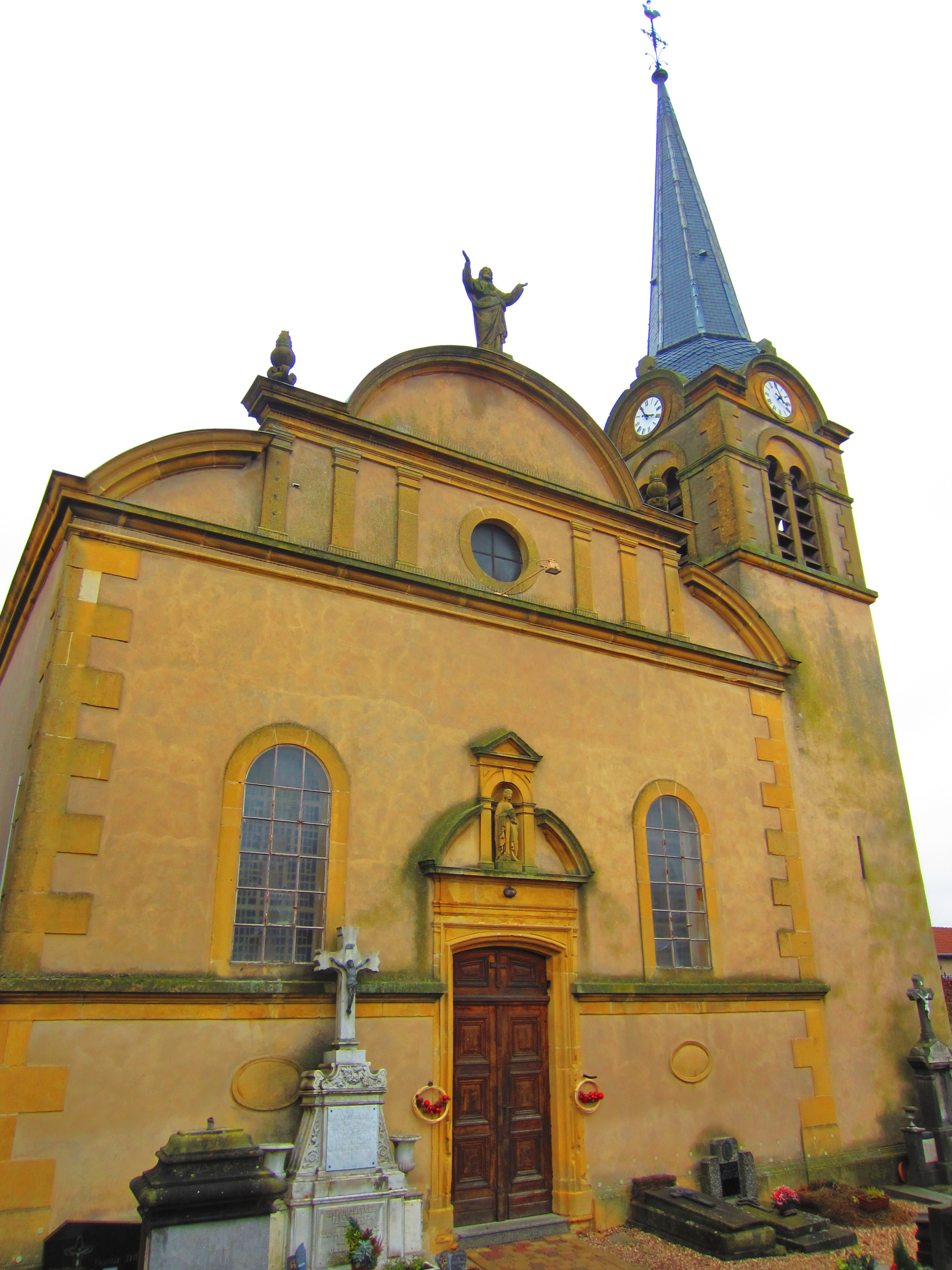
Église Sainte-Marie-Madeleine.

- presbytère.

### Vie associative
Courcelles-sur-Nied est une commune dynamique grâce à ses bénévoles, de nombreux événements sont organisés tout au long de l’année. La municipalité, la MJC et les associations organisent « Courcelles Étincelle » mi-décembre : une grande fête où le village, déguisé en habits de fête, accueille des artistes et artisans ou propose des produits du terroir aux visiteurs. Le village possède aussi un club de football, l'Entente Sportive de Courcelles-sur-Nied.

### Personnalités liées à la commune
- Jean Pierre Denis (1768-1831), sergent à la 15e compagnie de canonniers vétérans, chevalier de la Légion d’honneur (1814), né et mort à Courcelles-sur-Nied[25].
- François Deny (1774-1832), lieutenant d’artillerie à pied, chevalier de la Légion d’honneur (1803), né et mort à Courcelles-sur-Nied[26].
- Étienne François Louis Honoré Galleron (1896-1958), capitaine à l’état-major de la 6e région au corps des interprètes militaires, journaliste, chevalier de la Légion d’honneur (1954), né à Courcelles-sur-Nied[27].

### Héraldique
De gueules à la fleur de lys en argent, d’où naissent deux palmes de sinople sont les armes de l’abbaye Saint-Vincent de Metz auxquelles ont été rajoutées deux croisettes d’or, pommetées, au pied fiché, blason de la famille Baudinet qui a possédé la seigneurie de Courcelles au treizième siècle.

## Pour approfondir